# Liste des abbés de Saint-Martin du Canigou

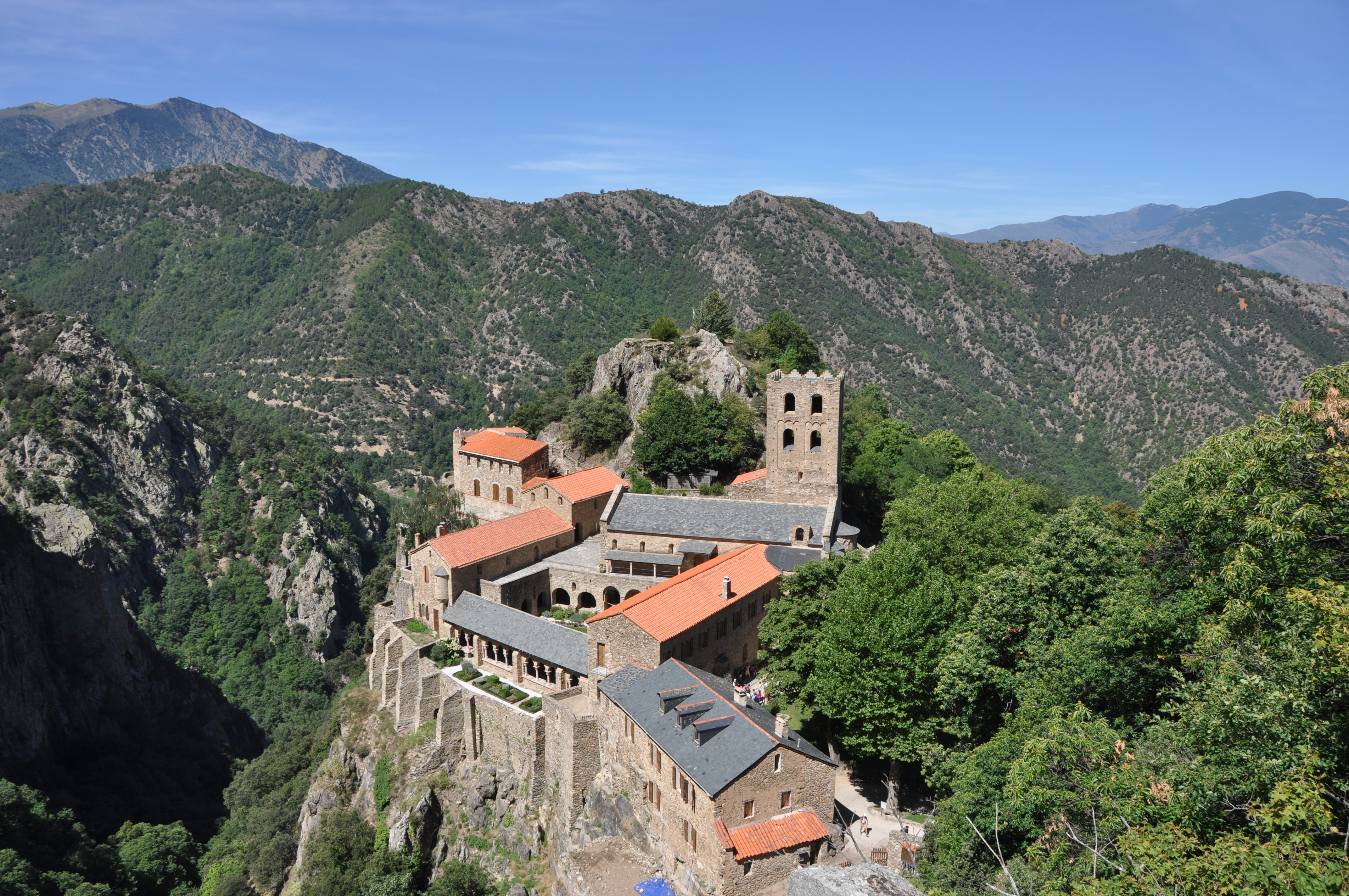
L'abbaye Saint-Martin du Canigou

Cette liste des abbés de l'abbaye Saint-Martin du Canigou, une abbaye bénédictine fondée à la fin du Xe siècle par le comte Guifred II de Cerdagne, est établie d'après le Gallia Christiana. L'abbaye fut supprimée en 1791. La vie monastique y reprit au début du XXe siècle. 

## Liste chronologique
- 1007-1008 : Gausfred
- 1008-1014 : Oliba
- 1014-1044 : Selva
- 1044-104? : Renard I
- 104?-1049 : Guillaume I
- 1050-1065 : Miron
- 1066-1076 : Renard II
- 1077-1084 : Pierre I Ermengard
- 1084-1110 : Pierre II Suniaire
- 1110-1124 : Raymond I de Walls
- 1124-1152 : Pierre III
- 1152-1159 : Bérenger I
- 1159-1168 : Raymond II
- 1168-1172 : Géraud
- 1172-1212 : Pierre IV
- 1212-1230 : Pierre V d’Espira
- 1230-1255 : Bernard
- 1255-1279 : Pierre VI de Sahorra
- 1280-1290 : Pierre VII
- 10 février 1291-1299[1] : Guillaume II
- 1299-1300 : Pierre VIII
- 1300-1303 : Guillaume III de Cervolles
- 1303-1314 : Arnaud de Corbiac
- 1314-1335 : Bérenger II de Colomer
- 1336-1338 : Raymond III de Banyuls
- 1338-1339 : Paul
- 1339-1347 : Pierre IX de Vernet
- 1348-1359 : Raymond IV Patau
- 1359-1360 : Pierre X
- 1360-1380 : Raymond V Bérenger
- 1381-1385 : Pierre XI
- 1386-1390 : François I
- 1391-1396 : Guillaume IV
- 1397-1398 : Marc de Vilalta
- 1398-1405 : Guillaume V de Catala
- 1406-1441 : Jean I Squerd
- 1442-1468 : Jean II de Millars
- 1469-1484 : Rodolphe de Lahire
- 1484-1506 : Jacques I de Banyuls
- 1506-1513 : cardinal Louis d’Aragon
- 1513-1522 : Gaspard I Borell
- 1522-1534 : Jacques II Sirach
- 1534-1540 : cardinal Alexandre Cesarini de Civitanova
- 1540-1554 : Sigismond Paratge
- 1554-1562 : cardinal Jacques III de Serra
- 1562-1577 : Pierre XII
- 1577-1594 : Onufre de Giginta
- 1595-1623 : Ange Juallar
- 1623-1648 : Melchior Soler d’Armendaris
- 1648-1651 : Benoît de Mangalich
- 1651-1674 : François II de Montpalau
- 1674-1685 : Sauveur Balaguer
- 1685-1692 : Joseph I Viladat
- 1692-1698 : Joseph II Margarit
- 1698-1714 : Pierre Pouderoux
- 1714-1728 : Augustin Llamby
- 1728-1739 : Ignace de Walls
- 1740-1764 : Jacques IV Bomber
- 1764-1779 : Jean-Jacques de Durfort de Duras
- 1779-1793 : Jean-Marie Grumet de Montpré